# Raffaele Mezzanotte
Raffaele Mezzanotte (Chieti, 13 febbraio 1811 – Chieti, 22 ottobre 1879) è stato un politico e magistrato italiano.
Fu senatore del regno d'Italia nella XIII legislatura e Ministro dei lavori pubblici del Regno d'Italia nel governo Depretis III.

## Biografia
Laureato in giurisprudenza, divenne magistrato nel tribunale di Gaeta e poi in quello di commercio di Napoli. Di idee patriottiche, partecipò ai moti del 1831 in Romagna, poi al movimento liberale che chiedeva la Costituzione al re Ferdinando, il quale la concesse nel febbraio 1848. Alla creazione della Guardia nazionale, Mezzanotte vi si arruolò volontario nella sua città natale, Chieti, mentre successivamente fu nominato Governatore della Santissima Casa dell'Annunziata di Napoli. Dopo la proclamazione del Regno d'Italia, entrò in politica, candidandosi alle elezioni politiche del dicembre 1865 nel collegio di Chieti nelle file della Sinistra. Eletto deputato, Mezzanotte divenne, il 19 dicembre 1878 ministro del lavori pubblici nel governo Depretis III. Durante il suo mandato rinnovò numerose convenzioni ferroviarie, stipulò un accordo con Svizzera e Germania per la costruzione della galleria ferroviaria del San Gottardo (inaugurata nel 1906) e modificò la convenzione che il governo aveva contratto con le compagnie di navigazione Rubattino e Florio per la concessione dei servizi marittimi e postali. Nominato senatore il 13 luglio 1879, Mezzanotte morì nella città natale il 22 ottobre successivo. Anche suo figlio Camillo si diede alla carriera politica, venendo nominato senatore.